# 郎冰俠
郎冰俠（1900年—1966年4月27日），以字行。合江省依蘭縣人，先世居魯南，明末遷居山東濰縣，先生高祖移居吉林，祖父郎子義都統，父郎季良曾任縣長道尹等。民國37年（1948年）在合江省選區當選第一屆立法委員。

## 生平[1][2]
- 中央訓練團黨政班十六期結業
- 革命實踐研究院二十二期結業
- 合江省立第一師範學校畢業
- 北平平民大學新聞系畢業
- 北平復興中學教師
- 北京晨報編輯
- 哈爾濱通訊社創辦人
- 商報社長
- 遼寧省依蘭縣教育局局長
- 遼寧省立師範學校校長
- 河北省政府秘書
- 沙河縣縣長
- 教師服務團團長
- 泰華中校校長
- 西北鹽務訓練班訓導主任
- 陝西六區專員公署秘書
- 虎林縣縣長
- 松江省政府參事
- 松江省政府委員
- 民國37年，當選立法委員。